# Peribaea lobata
Peribaea lobata là một loài ruồi trong họ Tachinidae.